# Estland op de Olympische Winterspelen 2018
Estland was een van de deelnemende landen aan de Olympische Winterspelen 2018 in Pyeongchang, Zuid-Korea.

## Deelnemers en resultaten
(m) = mannen, (v) = vrouwen 

### Alpineskiën
| Olympiër          | Onderdeel        | Resultaat | Prestatie                                                            |
| ----------------- | ---------------- | --------- | -------------------------------------------------------------------- |
| Tormis Laine      | reuzenslalom (m) | 40e       | 1e run: 1.15,70 (50e) 2e run: 1.15,18 (39e) totaal: 2.30,88 (+12,84) |
| Tormis Laine      | slalom (m)       | DNF       | 1e run: niet gefinisht                                               |
|                   |                  |           |                                                                      |
| Anna Lotta Jõgeva | reuzenslalom (v) | DNF       | 1e run: niet gefinisht                                               |
| Anna Lotta Jõgeva | slalom (v)       | 48e       | 1e run: 1.00,90 (52e) 2e run: 59,61 (49e) totaal: 2.00,51 (+21,88)   |

### Biatlon
| Olympiër                                           | Onderdeel         | Resultaat | Prestatie                                                                                    |
| -------------------------------------------------- | ----------------- | --------- | -------------------------------------------------------------------------------------------- |
| Kalev Ermits                                       | individueel (m)   | 32e       | 51.43,6 (+3.39,8) pen.: 2 (1 + 0 + 1 + 0)                                                    |
| Kalev Ermits                                       | sprint (m)        | 36e       | 25.07,2 (+1.28,4) pen.: 2 (2 + 0)                                                            |
| Kalev Ermits                                       | achtervolging (m) | 41e       | 37.43,0 (+4.51,3) pen.: 6 (1 + 3 + 0 + 2)                                                    |
| Kauri Kõiv                                         | individueel (m)   | 68e       | 54.36,4 (+6.32,6) pen.: 3 (0 + 0 + 0 + 3)                                                    |
| Kauri Kõiv                                         | sprint (m)        | 76e       | 26.23,3 (+2.44,5) pen.: 3 (2 + 1)                                                            |
| Roland Lessing                                     | individueel (m)   | 70e       | 54.46,0 (+6.42,2) pen.: 4 (0 + 1 + 2 + 1)                                                    |
| Roland Lessing                                     | sprint (m)        | 41e       | 25.19,7 (+1.40,9) pen.: 2 (1 + 1)                                                            |
| Roland Lessing                                     | achtervolging (m) | 53e       | 38.54,4 (+6.02,7) pen.: 7 (2 + 1 + 3 + 1)                                                    |
| Rene Zahkna                                        | individueel (m)   | 65e       | 54.20,1 (+6.16,3) pen.: 4 (1 + 1 + 1 + 1)                                                    |
| Rene Zahkna                                        | sprint (m)        | 75e       | 26.19,9 (+2.41,1) pen.: 3 (1 + 2)                                                            |
| Rene Zahkna Kalev Ermits Roland Lessing Kauri Kõiv | estafette (m)     | 13e       | 19.32,7 / 0+2 0+2 20.05,6 / 0+0 1+3 21.12,2 / 1+3 0+2 21.35,9 / 0+0 1+3 1:22.26,4 / 1+5 2+10 |
|                                                    |                   |           |                                                                                              |
| Johanna Talihärm                                   | individueel (v)   | 50e       | 46.44,0 (+5.36,8) pen.: 3 (1 + 2 + 0 + 0)                                                    |
| Johanna Talihärm                                   | sprint (v)        | 22e       | 22.27,0 (+1.20,8) pen.: 1 (0 + 1)                                                            |
| Johanna Talihärm                                   | achtervolging (v) | 26e       | 33.34,7 (+2.59,4) pen.: 4 (0 + 1 + 2 + 1)                                                    |

### Langlaufen
| Olympiër                                               | Onderdeel             | Resultaat | Prestatie                                            |
| ------------------------------------------------------ | --------------------- | --------- | ---------------------------------------------------- |
| Algo Kärp                                              | 50 km klassiek (m)    | 17e       | 2:13.45,7 (+5.23,6)                                  |
| Marko Kilp                                             | sprint (m)            | 18e       | kwalificatie: 3.15,05 (+6,51) (15e) KF-2: 4e (+1,45) |
| Raido Ränkel                                           | sprint (m)            | 31e       | kwalificatie: 3.17,88 (+9,34)                        |
| Raido Ränkel                                           | 15 km vrije stijl (m) | 59e       | 37.21,9 (+3.38,0)                                    |
| Karel Tammjärv                                         | sprint (m)            | 52e       | kwalificatie: 3.22,68 (+14,14)                       |
| Karel Tammjärv                                         | 15 km vrije stijl (m) | 22e       | 35.29,4 (+1.45,5)                                    |
| Karel Tammjärv                                         | 30 km skiatlon (m)    | 32e       | 1:19.25,2 (+3.05,2)                                  |
| Andreas Veerpalu                                       | 15 km vrije stijl (m) | 58e       | 37.16,2 (+3.32,3)                                    |
| Andreas Veerpalu                                       | 30 km skiatlon (m)    | 47e       | 1:22.11,4 (+5.51,4)                                  |
| Andreas Veerpalu                                       | 50 km klassiek (m)    | 38e       | 2:21.13,3 (+12.51,1)                                 |
| Marko Kilp Karel Tammjärv                              | teamsprint (m)        | HF        | halve finale-2: 16.30,30 (+24,33)                    |
| Andreas Veerpalu Algo Kärp Karel Tammjärv Raido Ränkel | estafette (m)         | 12e       | 26.17,7 26.28,8 22.06,5 23.28,7 1:38.21,7 (+5.16,8)  |
|                                                        |                       |           |                                                      |
| Tatjana Mannima                                        | sprint (v)            | 39e       | kwalificatie: 3.28,57 (+19,83)                       |
| Tatjana Mannima                                        | 10 km vrije stijl (v) | 50e       | 28.37,0 (+3.36,5)                                    |
| Tatjana Mannima                                        | 15 km skiatlon (v)    | 56e       | 46.41,7 (+5.56,8)                                    |
| Tatjana Mannima                                        | 30 km klassiek (v)    | 28e       | 1:34.27,7 (+12.10,1)                                 |

### Noordse combinatie
| Olympiër            | Onderdeel                    | Resultaat | Prestatie                                                                                     |
| ------------------- | ---------------------------- | --------- | --------------------------------------------------------------------------------------------- |
| Kristjan Ilves      | gundersen normale schans (m) | 16e       | schansspringen: 104,0 m - 112.8 pnt. (9e; +1.11) langlaufen: 25.52,3 (38e) 27.03,3 (+2.11,9)  |
| Kristjan Ilves      | gundersen grote schans (m)   | 28e       | schansspringen: 123,5 m - 114.0 pnt. (16e; +1.40) langlaufen: 25.28,3 (40e) 27.08,3 (+3.15,8) |
| Karl-August Tiirmaa | gundersen normale schans (m) | 43e       | schansspringen: 87,0 m - 68.9 pnt. (43e; +4.07) langlaufen: 25.58,2 (41e) 30.05,2 (+5.13,8)   |
| Karl-August Tiirmaa | gundersen grote schans (m)   | 45e       | schansspringen: 116,0 m - 89.3 pnt. (34e; +3.18) langlaufen: 26.44,0 (47e) 30.02,0 (+6.09,5)  |

### Schaatsen
| Olympiër       | Onderdeel      | Resultaat | Prestatie                                    |
| -------------- | -------------- | --------- | -------------------------------------------- |
| Marten Liiv    | 1000 meter (m) | 18e       | 1.09,75 (+1,80)                              |
| Marten Liiv    | 1500 meter (m) | 33e       | 1.50,23 (+6,22)                              |
|                |                |           |                                              |
| Saskia Alusalu | massastart (v) | 4e        | HF-2: 3 pnt; 7e (8.35,58) finale: 15 pnt; 4e |

### Schansspringen
| Olympiër      | Onderdeel          | Resultaat | Prestatie                                                                                   |
| ------------- | ------------------ | --------- | ------------------------------------------------------------------------------------------- |
| Artii Aigro   | normale schans (m) | 55e       | kwalificatie: 80,0 pnt (81,5 m)                                                             |
| Artii Aigro   | grote schans (m)   | 48e       | kwalificatie: 86.8 pnt (121,5 m) (39e) finale, 1e sprong: 79.4 pnt (107,0 m); uitgeschakeld |
| Kevin Maltsev | normale schans (m) | 56e       | kwalificatie: 74,2 pnt (79,0 m)                                                             |
| Kevin Maltsev | grote schans (m)   | DSQ       | kwalificatie: gediskwalificeerd                                                             |
| Martti Nõmme  | normale schans (m) | 47e       | kwalificatie: 88.2 ptn (87,0 m) (48e) finale: 73.8 ptn (84,0 m)                             |
| Martti Nõmme  | grote schans (m)   | 43e       | kwalificatie: 77.2 pnt (114,0 m) (44e) finale, 1e sprong: 96.5 pnt (118,0 m); uitgeschakeld |